# Mackay (Queensland)

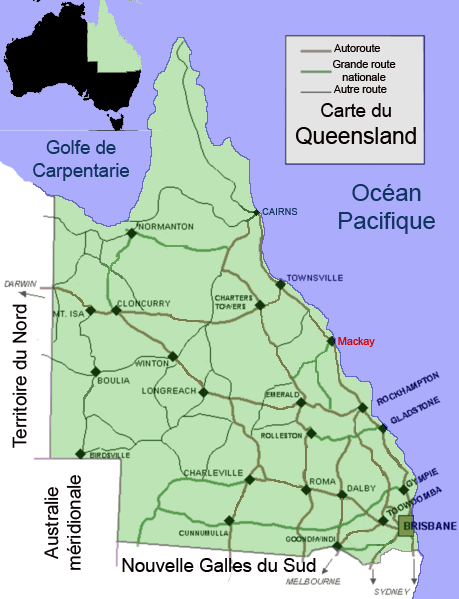
Mapa de Australia - Mackay

Mackay es una ciudad que se encuentra en la costa oriental de Queensland, Australia, a 970 km al norte de Brisbane y a orillas del río Pioneer.

## Historia
Uno de los primeros europeos que viajaron a través de la región de Mackay fue el capitán James Cook, quien llegó a la costa de Mackay el 1 de junio de 1770 y nombró a varios puntos de interés local, entre ellos Cabo Palmerston, Slade point y Cabo Hillsborough. La ciudad de Mackay fue fundada más tarde por John Mackay en los finales del siglo XIX.

## Economía
Mackay es apodada la capital del azúcar de Australia debido a que en su región se produce más de un tercio de la caña de azúcar de Australia, actividad que se viene desarrollando desde el siglo XIX. La ciudad tiene mucha actividad industrial y comercial por la minería, se halla muy próxima a la zona minera en esta región, que cuenta con 34 yacimientos mineros de carbón, siendo esta la mayor reserva de este mineral en Australia, no obstante las autoridades han realizado esfuerzos para diversificar la base económica de la región, particularmente en los nuevos sectores, incluido el ecoturismo, la bioenergía y la industria marina. El turismo se ha expandido en esa región australiana, por lo que deja su importante aporte a la economía de esta ciudad, aproximadamente 750.000 turistas visitan esta región todos los años, por lo que se han construidos varios hoteles para satisfacer la creciente demanda.

## Ciudades Hermanadas
Mackay están hermanadas con las siguientes ciudades:
- Honiara, Guadalcanal, Islas Salomón.
- Kailua, Hawái, Estados Unidos.
- Matsuura, Nagasaki, Japón.
- Yantai, Shandong, China.